# Joakim Nyström
Joakim Nyström (Skellefteå, Suècia; 20 de febrer de 1963) és un tennista professional retirat i entrenador suec.
En el seu palmarès consten tretze títols individuals i vuit més en dobles masculins, que li van permetre arribar al setè i al quart llocs dels rànquings respectius. Destaca el títols de Grand Slam aconseguit a Wimbledon l'any 1986 en la modalitat de dobles masculins fent parella amb el seu compatriota Mats Wilander. Va ser finalista de Grand Slam en dues ocasions més, sempre al costat de Wilander. Va formar part de l'equip suec de Copa Davis en diverses edicions i va col·laborar en la consecució dels títols de 1984, 1985 i 1987.
Després de la seva retirada va ser entrenador i capità dels equips suecs de Copa Davis i Fed Cup. En els seu pupils hi ha en finlandès Jarkko Nieminen, l'austríac Jürgen Melzer i l'estatunidenc Jack Sock.

## Torneigs de Grand Slam

### Dobles masculins: 3 (1−2)
| Resultat  | Núm. | Any  | Torneig          | Parella       | Oponents                          | Resultat                |
| --------- | ---- | ---- | ---------------- | ------------- | --------------------------------- | ----------------------- |
| Finalista | 1.   | 1984 | Open d'Austràlia | Mats Wilander | Mark Edmondson Sherwood Stewart   | 2−6, 2−6, 5−7           |
| Guanyador | 1.   | 1986 | Wimbledon        | Mats Wilander | Gary Donnelly Peter Fleming       | 7−6(4), 6−3, 6−3        |
| Finalista | 2.   | 1986 | US Open          | Mats Wilander | Andrés Gómez Slobodan Zivojinovic | 6−4, 3−6, 3−6, 6−4, 3−6 |

## Palmarès

### Individual: 18 (13−5)
| Títols per superfície |
| --------------------- |
| Dura (2−0)            |
| Gespa (1−0)           |
| Terra batuda (7−3)    |
| Moqueta (3−2)         |

| Resultat  | Núm. | Data                   | Torneig                      | Superfície   | Oponent         | Marcador                |
| --------- | ---- | ---------------------- | ---------------------------- | ------------ | --------------- | ----------------------- |
| Finalista | 1.   | 16 de maig de 1983     | Munic, Alemanya Occidental   | Terra batuda | Tomáš Šmíd      | 0−6, 3−6, 6−4, 6−2, 5−7 |
| Guanyador | 1.   | 12 de desembre de 1983 | Sydney, Austràlia            | Gespa        | Mike Bauer      | 2−6, 6−3, 6−1           |
| Guanyador | 2.   | 9 de juliol de 1984    | Gstaad, Suïssa               | Terra batuda | Brian Teacher   | 6−4, 6−2                |
| Guanyador | 3.   | 30 de juliol de 1984   | North Conway, Estats Units   | Terra batuda | Tim Wilkison    | 6−2, 7−5                |
| Finalista | 2.   | 1 d'octubre de 1984    | Barcelona, Espanya           | Terra batuda | Mats Wilander   | 6−7(5), 4−6, 6−0, 2−6   |
| Guanyador | 4.   | 8 d'octubre de 1984    | Basilea, Suïssa              | Dura         | Tim Wilkison    | 6−3, 3−6, 6−4, 6−2      |
| Guanyador | 5.   | 15 d'octubre de 1984   | Colònia, Alemanya Occidental | Moqueta (i)  | Miloslav Mečíř  | 7−6, 6−2                |
| Guanyador | 6.   | 6 de maig de 1985      | Munic                        | Terra batuda | Hans Schwaier   | 6−1, 6−0                |
| Guanyador | 7.   | 8 de juliol de 1985    | Gstaad (2)                   | Terra batuda | Andreas Maurer  | 6−4, 1−6, 7−5, 6−3      |
| Finalista | 3.   | 9 de setembre de 1985  | Palerm, Itàlia               | Terra batuda | Thierry Tulasne | 2−6, 0−6                |
| Guanyador | 8.   | 3 de febrer de 1986    | Toronto, Canadà              | Moqueta (i)  | Milan Šrejber   | 6−1, 6−4                |
| Guanyador | 9.   | 24 de febrer de 1986   | La Quinta, Estats Units      | Dura         | Yannick Noah    | 6−1, 6−3, 6−2           |
| Finalista | 4.   | 10 de març de 1986     | Milà, Itàlia                 | Moqueta (i)  | Ivan Lendl      | 2−6, 2−6, 4−6           |
| Guanyador | 10.  | 24 de març de 1986     | Rotterdam, Països Baixos     | Moqueta (i)  | Anders Järryd   | 6−0, 6−3                |
| Guanyador | 11.  | 21 d'abril de 1986     | Montecarlo, Mónaco           | Terra batuda | Yannick Noah    | 6−3, 6−2                |
| Guanyador | 12.  | 28 d'abril de 1986     | Madrid, Espanya              | Terra batuda | Kent Carlsson   | 6−1, 6−1                |
| Finalista | 5.   | 2 de febrer de 1987    | Lió, França                  | Moqueta (i)  | Yannick Noah    | 4−6, 5−7                |
| Guanyador | 13.  | 27 de juliol de 1987   | Båstad, Suècia               | Terra batuda | Stefan Edberg   | 4−6, 6−0, 6−3           |

### Dobles masculins: 20 (8−12)
| Títols per superfície |
| --------------------- |
| Dura (0−2)            |
| Gespa (1−1)           |
| Terra batuda (5−7)    |
| Moqueta (2−2)         |

| Resultat  | Núm. | Data                   | Torneig                                     | Superfície   | Parella          | Oponents                           | Marcador                |
| --------- | ---- | ---------------------- | ------------------------------------------- | ------------ | ---------------- | ---------------------------------- | ----------------------- |
| Finalista | 1.   | 12 de juliol de 1982   | Båstad, Suècia                              | Terra batuda | Mats Wilander    | Anders Järryd Hans Simonsson       | 6−0, 3−6, 6−7           |
| Guanyador | 1.   | 11 de juliol de 1983   | Båstad                                      | Terra batuda | Mats Wilander    | Anders Järryd Hans Simonsson       | 1−6, 7−6, 7−6           |
| Finalista | 2.   | 19 de setembre de 1983 | Ginebra, Suïssa                             | Terra batuda | Mats Wilander    | Stanislav Birner Blaine Willenborg | 1−6, 6−2, 3−6           |
| Finalista | 3.   | 15 d'octubre de 1983   | Colònia, Alemanya Occidental                | Moqueta (i)  | Jan Gunnarsson   | Wojciech Fibak Sandy Mayer         | 1−6, 3−6                |
| Finalista | 4.   | 26 de novembre de 1984 | Open d'Austràlia, Austràlia                 | Gespa        | Mats Wilander    | Mark Edmondson Sherwood Stewart    | 2−6, 2−6, 5−7           |
| Guanyador | 2.   | 21 de gener de 1985    | Filadèlfia, Estats Units                    | Moqueta (i)  | Mats Wilander    | Wojtek Fibak Sandy Mayer           | 3−6, 6−2, 6−2           |
| Finalista | 5.   | 19 d'agost de 1985     | Cincinnati, Estats Units                    | Dura         | Mats Wilander    | Stefan Edberg Anders Järryd        | 6−4, 2−6, 3−6           |
| Guanyador | 3.   | 9 de setembre de 1985  | Palerm, Itàlia                              | Terra batuda | Colin Dowdeswell | Sergio Casal Emilio Sánchez        | 6−4, 6−7, 7−6           |
| Finalista | 6.   | 13 de gener de 1986    | Tennis Masters Cup, Nova York, Estats Units | Moqueta (i)  | Mats Wilander    | Stefan Edberg Anders Järryd        | 1−6, 6−7                |
| Guanyador | 4.   | 3 de febrer de 1986    | Toronto, Canadà                             | Moqueta (i)  | Wojciech Fibak   | Christo Steyn Danie Visser         | 6−3, 7−6                |
| Finalista | 7.   | 21 d'abril de 1986     | Montecarlo, Mónaco                          | Terra batuda | Mats Wilander    | Guy Forget Yannick Noah            | 4−6, 6−3, 4−6           |
| Guanyador | 5.   | 28 d'abril de 1986     | Madrid, Espanya                             | Terra batuda | Anders Järryd    | Jesus Colas David de Miguel        | 6−2, 6−2                |
| Guanyador | 6.   | 23 de juny de 1986     | Wimbledon, Regne Unit                       | Gespa        | Mats Wilander    | Gary Donnelly Peter Fleming        | 7−6, 6−3, 6−3           |
| Finalista | 8.   | 7 de juliol de 1986    | Gstaad, Suïssa                              | Terra batuda | Stefan Edberg    | Sergio Casal Emilio Sánchez        | 3−6, 6−3, 3−6           |
| Finalista | 9.   | 25 d'agost de 1986     | US Open, Estats Units                       | Dura         | Mats Wilander    | Andrés Gómez Slobodan Živojinović  | 6−4, 3−6, 3−6, 6−4, 3−6 |
| Guanyador | 7.   | 22 de setembre de 1986 | Barcelona, Espanya                          | Terra batuda | Jan Gunnarsson   | Carlos di Laura Claudio Panatta    | 6−3, 6−4                |
| Finalista | 10.  | 6 de juliol de 1987    | Boston, Estats Units                        | Terra batuda | Mats Wilander    | Hans Gildemeister Andrés Gómez     | 6−7, 6−3, 1−6           |
| Finalista | 11.  | 13 de juliol de 1987   | Indianapolis, Estats Units                  | Terra batuda | Mats Wilander    | Laurie Warder Blaine Willenborg    | 0−6, 3−6                |
| Guanyador | 8.   | 25 de juliol de 1988   | Bordeus, França                             | Terra batuda | Claudio Panatta  | Christian Miniussi Diego Nargiso   | 6−1, 6−4                |
| Finalista | 12.  | 1 d'agost de 1988      | Kitzbühel, Àustria                          | Terra batuda | Claudio Panatta  | Sergio Casal Emilio Sánchez        | 4−6, 6−7                |

### Equips: 3 (2−1)
| Resultat  | Núm. | Data                      | Torneig                                | Superfície       | Equip                                      | Oponents                                                           | Marcador |
| --------- | ---- | ------------------------- | -------------------------------------- | ---------------- | ------------------------------------------ | ------------------------------------------------------------------ | -------- |
| Finalista | 1.   | 26−28 de desembre de 1983 | Copa Davis, Melbourne, Austràlia       | Gespa            | Anders Järryd Hans Simonsson Mats Wilander | Pat Cash Mark Edmonson John Fitzgerald Paul McNamee                | 2−3      |
| Guanyador | 1.   | 20−22 de desembre de 1985 | Copa Davis, Múnic, Alemanya Occidental | Moqueta (i)      | Stefan Edberg Anders Järryd Mats Wilander  | Boris Becker Andreas Maurer Hans Schwaier Michael Westphal         | 3−2      |
| Guanyador | 2.   | 18−20 de desembre de 1987 | Copa Davis, Göteborg, Suècia (2)       | Terra batuda (i) | Stefan Edberg Anders Järryd Mats Wilander  | Anand Amritraj Vijay Amritraj Ramesh Krishnan Srinivasan Vasudevan | 5−0      |

## Trajectòria

### Individual
| Open d'Austràlia | A   | 1R    | A     | 4R    | 3R    | 3R    | NC    | A     | A     | 1R  | 0 / 5     | 7 – 5     |
| Roland Garros | A   | 1R    | 4R    | 3R    | 2R    | QF    | 1R    | 4R    | 3R    | A   | 0 / 8     | 15 – 8    |
| Wimbledon | A   | 2R    | 1R    | A     | 2R    | 3R    | 3R    | 3R    | 3R    | A   | 0 / 7     | 10 – 7    |
| US Open | A   | A     | A     | 4R    | 4R    | QF    | QF    | 2R    | 1R    | A   | 0 / 6     | 16 – 6    |
| Masters Cup | A   | A     | A     | A     | QF    | 1R    | RR    | A     | A     | A   | 0 / 3     | 2 – 4     |
| Total Victòries−Derrotes | 0−1 | 13−12 | 10−15 | 27−16 | 57−20 | 50−20 | 59−17 | 34−18 | 13−15 | 2−8 | 265 – 142 | 265 – 142 |
| Rànquing a final d'any | –   | 69    | 98    | 27    | 11    | 11    | 7     | 16    | 69    | 331 |           |           |
| Llegenda: G: Guanyador; F: Finalista; SF: Semifinalista; QF: Quarts de final; Q: Qualificació; A: Absent; RR: Round Robin; NC: No celebrat; |     |       |       |       |       |       |       |       |       |     |           |           |

### Dobles masculins
| Open d'Austràlia | A   | A    | QF    | F     | SF    | NC    | A     | A     | 1R  | 0 / 4     | 12 – 4    |
| Roland Garros | A   | A    | 2R    | 2R    | SF    | A     | QF    | 3R    | A   | 0 / 5     | 11 – 5    |
| Wimbledon | A   | A    | A     | 2R    | 1R    | G     | 2R    | A     | A   | 1 / 4     | 8 – 3     |
| US Open | A   | A    | 2R    | 1R    | SF    | F     | QF    | 2R    | A   | 0 / 6     | 14 – 6    |
| Masters Cup | A   | A    | A     | A     | F     | RR    | A     | A     | A   | 0 / 2     | 3 – 4     |
| Total Victòries−Derrotes | 2−6 | 10−8 | 17−12 | 21−21 | 45−17 | 40−16 | 26−17 | 21−13 | 1−4 | 184 – 115 | 184 – 115 |
| Rànquing a final d'any | –   | –    | –     | 62    | 9     | 5     | 24    | 33    | 369 |           |           |
| Llegenda: G: Guanyador; F: Finalista; SF: Semifinalista; QF: Quarts de final; Q: Qualificació; A: Absent; RR: Round Robin; NC: No celebrat; |     |      |       |       |       |       |       |       |     |           |           |